# 金蔵主
金蔵主（こんぞうす、生年不明 - 嘉吉3年9月26日（1443年10月19日））は、室町時代の皇族。南朝の再建を図った後南朝の初代とされる。万寿寺の僧であったため、万寿寺宮とも呼ばれる。また「尊義王」、「空因」という別名も知られるものの、後世の系図類によるもので信ずるにたりない。嘉吉3年9月23日に起きた禁闕の変では兄の通蔵主とともに中心的役割を果たした。

## 生涯
出自についてはよくわかっておらず、後亀山天皇の皇子とも護聖院宮世明王の王子ともいわれる。これについて『明治天皇紀』の編纂にも携わった本多辰次郎は後亀山天皇の皇子とした場合、禁闕の変当時は40歳前後だった計算となるものの、「禅家で蔵主の職といふものは、普通雛僧が務むる役で、盛年壮年の者が務むる事は稀である」として変当時の年齢を14、5歳だったと推定し、護聖院宮の王子とする説を採っている。また長禄の変で旧赤松家遺臣らに殺害された自天王と忠義王が金蔵主の子とする説もあるものの、これについても「金蔵主に御子がありや否やといふことは、御年齢から推しても、御子は御座しまさゞりしと信ぜられる」として否定している。
そんな金蔵主が歴史で大きくクローズアップされることになるのが嘉吉3年（1443年）9月23日夜に起きた禁闕の変である。源尊秀、日野有光、日野資親ら吉野朝廷（南朝）復興を唱える勢力（後南朝）が南北朝合一によって北朝に引き渡された三種の神器の奪還を目指して御所に乱入。このとき、金蔵主は旧南朝勢力によって王に奉じられたともされるが定かではない。
変の参加人員は200〜300人とされ、甲冑で完全装備した武者もいれば、兵具を身に着けていない者もいる雑多な衆だった。ただし、事は相当に計画的で、後南朝軍は事前に室町幕府の御殿である室町殿を襲撃するという噂を流していた。ところがそれは室町殿に足利軍を引きつける計略であり、23日夜、警備が手薄になった土御門東洞院殿を襲撃。後南朝軍のうち30〜40人が清涼殿に押し入って火を付け、公家の甘露寺親長・四辻季春らが果敢にも太刀を取って応戦したが、武士には敵わず、宝剣と神璽は奪い去られた。後花園天皇は運良く近衛第（左大臣近衛房嗣邸宅）に避難することができた。後南朝軍はその後、比叡山に逃れ、東塔根本中堂と西塔釈迦堂に立て篭もった。山門に登ったのは、「元弘の吉例」（『十津河之記』）、つまり後醍醐天皇の先例を模したものだとされる。
しかし、同24日、後花園天皇から凶徒追討の綸旨（追討令）が出ると、比叡山は室町幕府に付くことを決め、管領畠山持国が派遣した幕府軍や、後南朝への協力を拒んだ山徒によって、後南朝軍は25日の夕刻から26日の明け方にかけて鎮圧された。一味のうち金蔵主と日野有光はこの戦闘で討たれた。しかし、後世、金蔵主は討死にせず、吉野北山で崩御したという伝説も唱えられた。
なお、禁闕の変で奪われた神器のうち、宝剣は清水寺で発見され北朝の元に戻るが、神璽はそのまま後南朝の元にあった。しかし、事件から15年後の長禄2年（1458年）3月、嘉吉の乱で没落した赤松氏の遺臣が奪い返し（長禄の変）、同年8月、北朝の手に戻っている。